# 索通佛

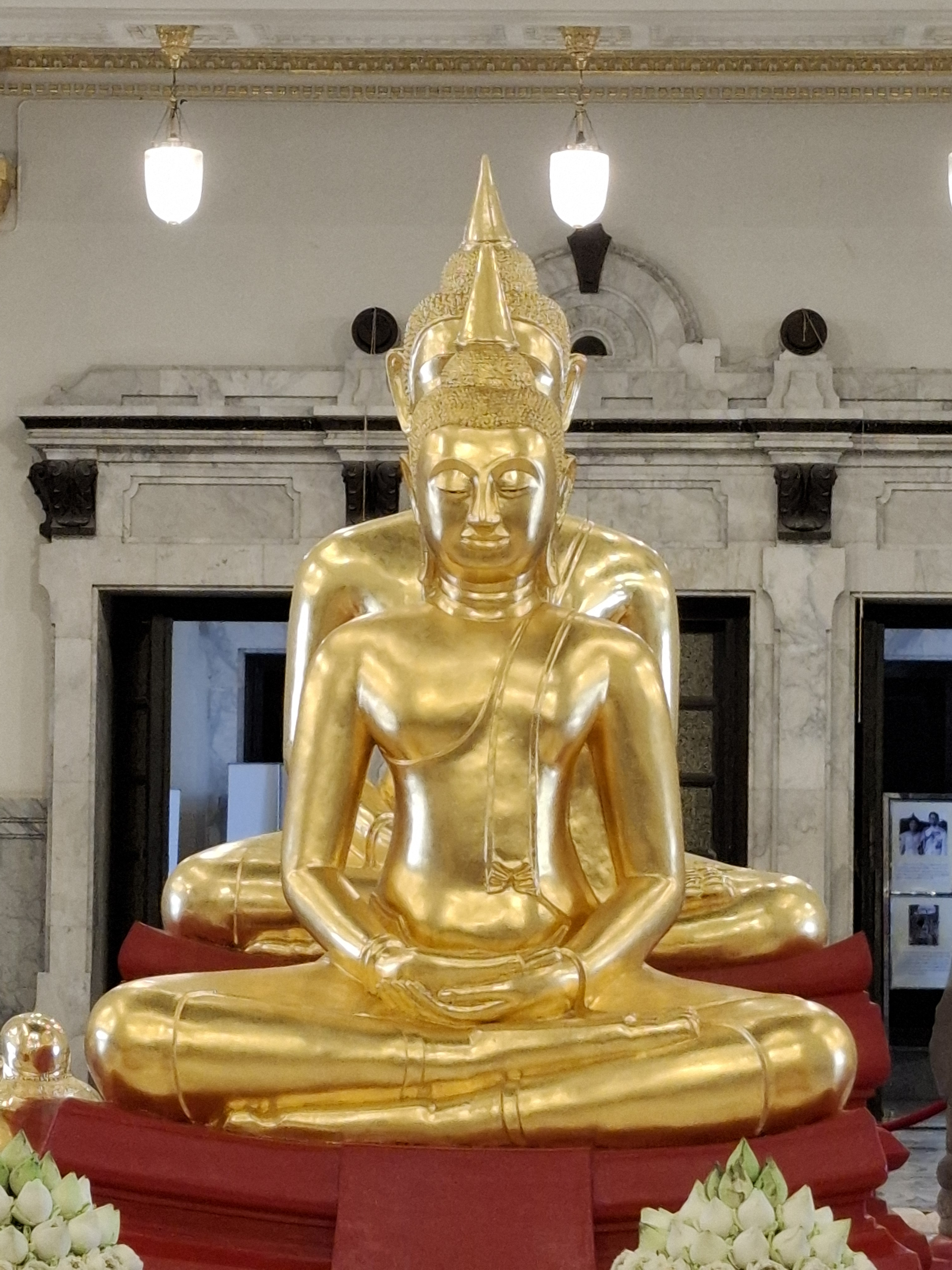
索通佛

索通佛（羅馬化：Phra phuthṭh s̄o ṭhr）又称龙婆索通，是供奉于泰国北柳府索通寺的一尊结禅定印的释迦牟尼佛像。
索通佛没有明确的历史记载，但有一个“会游泳的佛像”的传说。

## 传说
相传大城王国时期，有三尊佛像顺北部的河流漂起。其中有一尊禅定印的佛像在北柳府漂流，当地的500名信众花了七天七夜都没有捞起；一年后，这尊佛像再次游了过来，请来高僧用祈福线挂在佛像手上打捞上岸，并供奉在索通寺中。